# Santuario Narcisa de Jesús
El Santuario Nacional Católico Narcisa de Jesús o conocido como Santuario Narcisa de Jesús, es un santuario ecuatoriano, que se encuentra en el cantón Nobol, junto al río Daule, en la Provincia de Guayas.
Es uno de los lugares santos más concurridos en el país.

## Historia

### 1992
La iglesia guayaquileña anuncia la esperada beatificación de Narcisa de Jesús, por lo que Monseñor Juan Larrea Holguín, nuevo Arzobispo de Guayaquil, decide que se inicie la construcción de un Santuario que permita recibir a los fieles católicos que se acerquen a visitar a Narcisa, como valiosa intercesora y ejemplo de amor cristiano.

### 1993
Llega a Nobol el Padre Plácido Muñoz Macías quien dirigió sus esfuerzos para llevar a cabo la construcción del nuevo templo; con gran cariño, tenacidad y constancia el Padre Plácido motivó a los peregrinos y devotos de la «Niña Narcisa» para que den su colaboración para la construcción de un santuario amplio, cómodo y funcional.

### 1994
El 7 de noviembre, se iniciaron oficialmente los trabajos de construcción del Santuario, cuyo financiamiento se dio, gracias a la permanente colaboración de los devotos de Santa Narcisa; quienes aportaron generosamente, muchos de ellos de manera anónima y providencial, sobre todo en los momentos de mayor estreches económica.

### 1995
En el mes de agosto se realiza entre otros trabajos, la compleja tarea de fundición de la losa, durante esa jornada que se inició a las 7h00 y concluyó a las 21h00, intervinieron 120 trabajadores, sin que se presente ningún percance; en octubre se retira el encofrado, y se dio inicio a las celebraciones eucarísticas dominicales dentro del templo.

### 1998
Durante la soleada mañana del 22 de agosto, se cristalizó finalmente este tan anhelado sueño. Con una procesión y una solemne Eucaristía, fue bendecida esta hermosa edificación, dedicada a las celebraciones religiosas y a la difusión de la veneración a Narcisa de Jesús; en este acto de gran importancia estuvieron presentes: Mons. Juan Larrea Holguín, Arzobispo de Guayaquil, quien presidió la celebración, Monseñor Bernardino Echeverría Ruiz, OFM, cardenal del Ecuador, numerosos sacerdotes y centenares de devotos y peregrinos. Durante la inauguración, fueron develadas las placas tanto de dedicación del Santuario, como la del decreto donde se lo erigió como Santuario Arquidiocesano; su primer Rector, el Padre Plácido Muñoz Macías.

### 2005
En el mes de febrero, asume la rectoría del Santuario el Padre Jaime Cedeño Amador, quien al constatar la creciente y masiva concurrencia de peregrinos y devotos, vio la necesidad de realizar nuevas obras y varias remodelaciones en el Santuario, con el fin de acoger de la mejor manera a los feligreses. Durante la rectoría del Padre Jaime Cedeño Amador, se vivió la emoción y la expectativa por conocer la fecha de la canonización de Narcisa que finalmente, fue anunciada para el 12 de octubre del 2008.

### 2008
Es nombrado como nuevo rector, el Padre Stanley Henriques Cornejo, quien continua su labor al frente de este Santuario, que se ha constituido en uno de los centros espirituales y de oración más importantes del país; de allí que se han emprendido obras significativas que han permitido mejorar la atención a los miles de peregrinos que visitan semanalmente el Santuario, aún más luego de la memorable fecha del 12 de octubre.

### 2009
Durante la reunión anual de la Conferencia Episcopal Ecuatoriana, realizada en la Casa de Retiros de Schoenstatt en Guayaquil, se presentó la petición por parte del señor Arzobispo y del Rector del Santuario, para que este templo sea elevado a la categoría de Santuario Nacional. Esta petición fue aprobada por unanimidad por todos los Obispos presentes, quienes entregaron el decreto de erección, en una solemne Eucaristía celebrada en el Santuario, el 23 de octubre.

## Características y Estilo
Es de estilo moderno.

### Museo

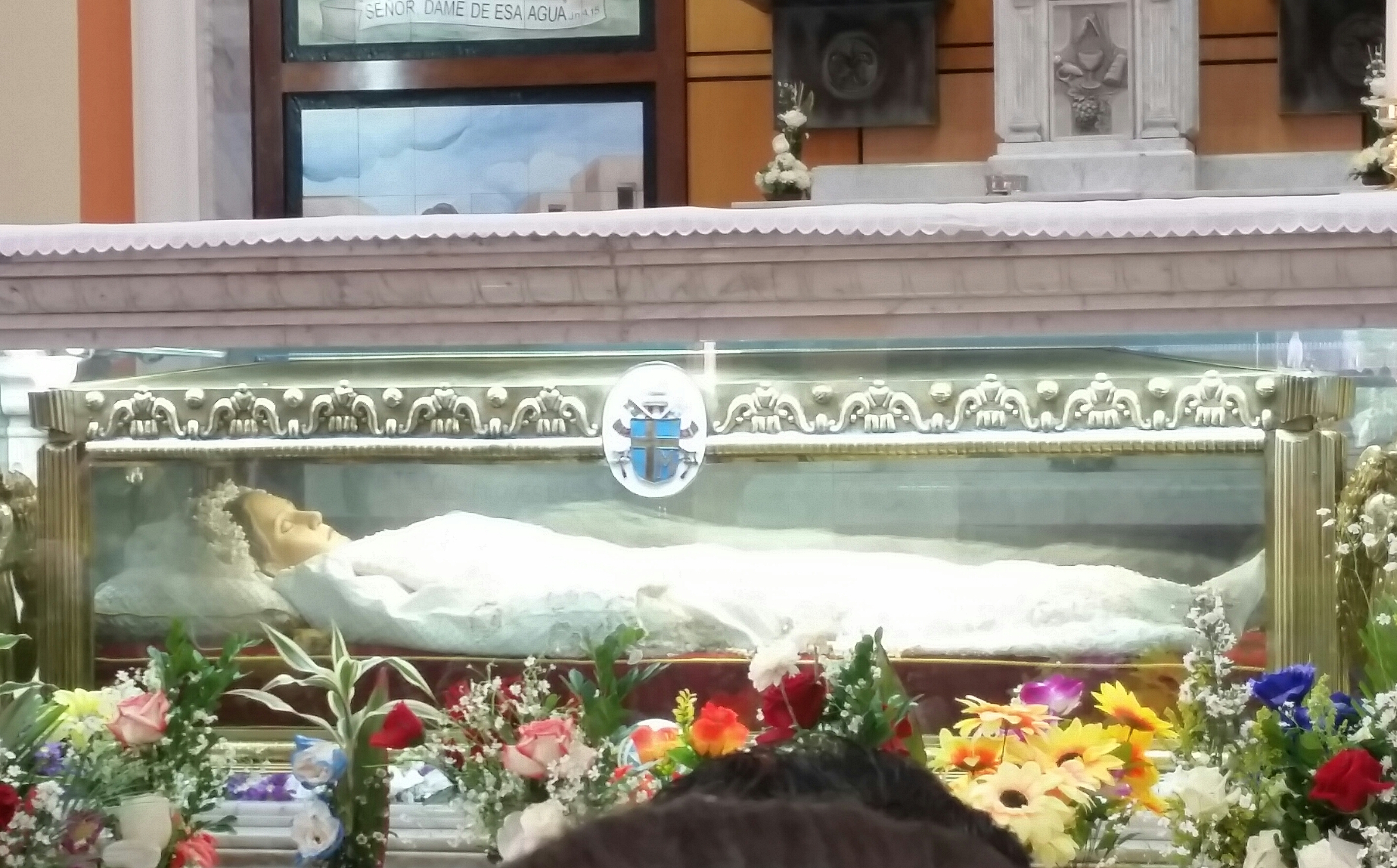
El cuerpo incorrupto de Santa Narcisa de Jesús

En el santuario reposa el cuerpo incorrupto de Santa Narcisa de Jesús, donde también lo visitan turistas no solo del Ecuador, sino del mundo.